# Stereodon obtusus
Stereodon obtusus là một loài Rêu trong họ Hypnaceae. Loài này được (Lindb.) Lindb. & Arnell mô tả khoa học đầu tiên năm 1890.